# Mellantjärnen (Ragunda socken, Jämtland, 701636-152665)
Mellantjärnen är en sjö i Ragunda kommun i Jämtland och ingår i Indalsälvens huvudavrinningsområde.